# Andriy Kalashnikov
Andriy Kalashnikov (en ukrainien, Андрій Миколайович Калашніков) est un lutteur ukrainien spécialiste de la lutte gréco-romaine né le 20 novembre 1964.

## Biographie
Lors des Jeux olympiques d'été de 1996 se tenant à Atlanta, il remporte la médaille de bronze en combattant dans la catégorie des -52 kg.